# ブラン・デイラー
ブラン・デイラー（Brann Timothy Dailor、1975年3月19日 - ）はアメリカ合衆国のミュージシャン。ヘヴィメタルバンド、マストドンのドラマーとして知られる。

## 来歴
自宅の屋根裏にあったドラムキットに触れたことで幼少期にドラムを始める。ヒッピー風の生活を営む音楽一家で育ち、身近にはフランク・ザッパ、キング・クリムゾン、ラッシュ、ブラック・サバスなどのレコードがあった。
十代の頃には当時隆盛を極めていたスラッシュメタルに感化され、デイヴ・ロンバードやラーズ・ウルリッヒの演奏を真似て練習する。1992年に友人のビル・ケリハーらと"Lethargy"というバンドを立ち上げ、1999年に"Today is the Day"を経て、2000年にケリハーと共にマストドンを結成。

## 使用機材
- TAMA Starclassic Bubinga[2]
  - 22x18 bass drum;
  - 10x6.5, 12x7, 13x7.5 tom
  - 16x16 floor tom
- TAMA Starphonic brass snare 14x6
- Meinl[3]
  - 14-inch Mb20 Heavy Soundwave hi-hats
  - 18-inch Mb20 Heavy crash, 20-inch Mb20 Heavy crash
  - 22-inch Mb8 Medium ride
  - 8-inch Classic Bells Effect cymbal
- TAMA hardware
  - Speed Cobra double pedal
  - Iron Cobra lever glidehi-hat stand
- EVANS drum heads